# Salamandra salamandra gallaica
Salamandra salamandra gallaica es una subespecie de anfibio caudato perteneciente a la familia Salamandridae.
Es una de las subespecies de salamandra común que habita en el noroeste de España, en la comunidad autónoma de Galicia, y también en Portugal. Es una de las pocas subespecies que se reconoce fácilmente por sus colores algo pálidos. Tiene el cuerpo negro con manchas, más de color marrón a naranja, que de color amarillo que exhiben la mayoría de las otras subespecies similares; en forma de herradura, anillo o arabesco, y en cuyo centro puede aparecer  en ocasiones un tinte rojizo.
Es una de las pocas subespecies que puede dar a luz a sus crías completamente desarrolladas, pero normalmente las larvas parcialmente desarrolladas se depositan en el agua.